# Världsmästerskapen i badminton 2015
Världsmästerskapen i badminton 2015 anordnades den 10-16 augusti i Indonesien i Indonesien. 

## Medaljsummering
| Pl.    | Nation     | Guld | Silver | Brons | Totalt |
| ------ | ---------- | ---- | ------ | ----- | ------ |
| 1      | Kina       | 3    | 2      | 1     | 6      |
| 2      | Indonesien | 1    | 0      | 3     | 4      |
| 3      | Spanien    | 1    | 0      | 0     | 1      |
| 4      | Danmark    | 0    | 1      | 1     | 2      |
| 5      | Malaysia   | 0    | 1      | 0     | 1      |
| 5      | Indien     | 0    | 1      | 0     | 1      |
| 6      | Japan      | 0    | 0      | 3     | 3      |
| 7      | Sydkorea   | 0    | 0      | 2     | 2      |
| Totalt | Totalt     | 5    | 5      | 10    | 20     |

## Resultat
| Event       | Guld                                       | Silver                                              | Brons                                               |
| Herrsingel  | Chen Long (CHN)                            | Lee Chong Wei (MAS)                                 | Kento Momota (JPN)                                  |
| Herrsingel  | Chen Long (CHN)                            | Lee Chong Wei (MAS)                                 | Jan Ø. Jørgensen (DEN)                              |
| Damsingel   | Carolina Marín (ESP)                       | Saina Nehwal (IND)                                  | Sung Ji-hyun (KOR)                                  |
| Damsingel   | Carolina Marín (ESP)                       | Saina Nehwal (IND)                                  | Lindaweni Fanetri (INA)                             |
| Herrdubbel  | Mohammad Ahsan · och Hendra Setiawan (INA) | Liu Xiaolong · och Qiu Zihan (CHN)                  | Lee Yong-dae · och Yoo Yeon-seong (KOR)             |
| Herrdubbel  | Mohammad Ahsan · och Hendra Setiawan (INA) | Liu Xiaolong · och Qiu Zihan (CHN)                  | Hiroyuki Endo · och Kenichi Hayakawa (JPN)          |
| Damdubbel   | Tian Qing · och Zhao Yunlei (CHN)          | Christinna Pedersen · och Kamilla Rytter Juhl (DEN) | Nitya Krishinda Maheswari · och Greysia Polii (INA) |
| Damdubbel   | Tian Qing · och Zhao Yunlei (CHN)          | Christinna Pedersen · och Kamilla Rytter Juhl (DEN) | Naoko Fukuman · and Kurumi Yonao (JPN)              |
| Mixeddubbel | Zhang Nan · och Zhao Yunlei (CHN)          | Liu Cheng · och Bao Yixin (CHN)                     | Tontowi Ahmad · och Liliyana Natsir (INA)           |
| Mixeddubbel | Zhang Nan · och Zhao Yunlei (CHN)          | Liu Cheng · och Bao Yixin (CHN)                     | Xu Chen · och Ma Jin (CHN)                          |